# لومن (نیویورک)
لومن (به انگلیسی: Lowman) یک منطقهٔ مسکونی در ایالات متحده آمریکا است که در شهرستان چیمانگ، نیویورک قرار دارد.